# ЕпіВакКорона
ЭпиВакКорона (укр. ЕпіВакКорона) — однокомпонентна пептидна вакцина проти COVID-19, розроблена ФБУН «Державний науковий центр вірусології і біотехнології „Вектор“ Росспоживнагляду».
Проведення третьої фази клінічних досліджень було заплановано на листопад 2020 року за участю трьох тисяч досліджуваних.

## Загальний опис
Вакцина являє собою хімічно синтезовані пептидні антигени трьох фрагментів S-білка вірусу SARS-CoV-2, кон'юговані з білком-носієм і адсорбовані на алюміній-місткому ад'юванті (гідроксиді алюмінію). Консервантів і антибіотиків не містить.
Курс вакцинації передбачає дворазове внутрішньом'язове введення з інтервалом не менше 14-21 день.

## Розробка

### Вибір і технологія виготовлення вакцини
Пептидна вакцина складається зі штучно синтезованих коротких фрагментів вірусних білків — пептидів, розпізнаваних імунною системою.

### Доклінічні дослідження
Вакцина «ЕпіВакКорона» пройшла доклінічні дослідження тривалістю 4,5 місяця. На шести видах тварин (мишах, щурах, кроликах, африканських зелених мартишках, макаках-резус, морських свинках) була показана її нешкідливість за такими параметрами, як загальна токсичність, імуногенність, алергічні властивості, мутагенна активність. На чотирьох видах тварин (хом'яках, тхорах, африканських зелених мартишках, макаках-резус) була показана специфічна активність: імуногенність і захисні властивості щодо нового коронавіруса.

### Клінічні дослідження
Перший і другий етапи клінічних досліджень були проведені з липня по вересень 2020 року на 100 добровольцях. Наступну, третю фазу клінічних випробувань планувалося проводити з листопада 2020 року на 3000 досліджуваних після довипуску вакцини.
Третя фаза клінічних випробувань
Вакцина ще не пройшла III фазу клінічних випробувань. Післяреєстраційні дослідження вакцини «ЕпіВакКорона» мали початися в листопаді-грудні 2020 року та тривати шість місяців після вакцинації останнього учасника. 25 % учасників отримає плацебо.

## Реєстрація
Реєстрація вакцини була розпочата 17 вересня 2020 року. 30 вересня 2020 року вакцина була зареєстрована у «Роспатенті». Реєстрацію МОЗ вакцини планувалося завершити до 15 жовтня, а 14 жовтня Путіним було заявлено на нараді Уряду, що вакцина вже зареєстрована, свідоцтво про реєстрацію з номером ЛП-006504 було видано 13 жовтня 2020 року. Реєстрація також була проведена в особливому спрощеному порядку.
Реалізація вакцини для громадян була запланована з 1 січня 2021 року.
За результатами двох фаз клінічних досліджень ефективність «ЕпіВакКорона» розробки наукового центру «Вектор» склала 100 %, повідомили в Росспоживнагляді.

## Ефективність і безпека
Відповідно до особливих умов прискореної реєстрації та інструкції до вакцини, кожне застосування вакцини повинно відслідковуватися в федеральному реєстрі.